# Discurs de instigare la ură

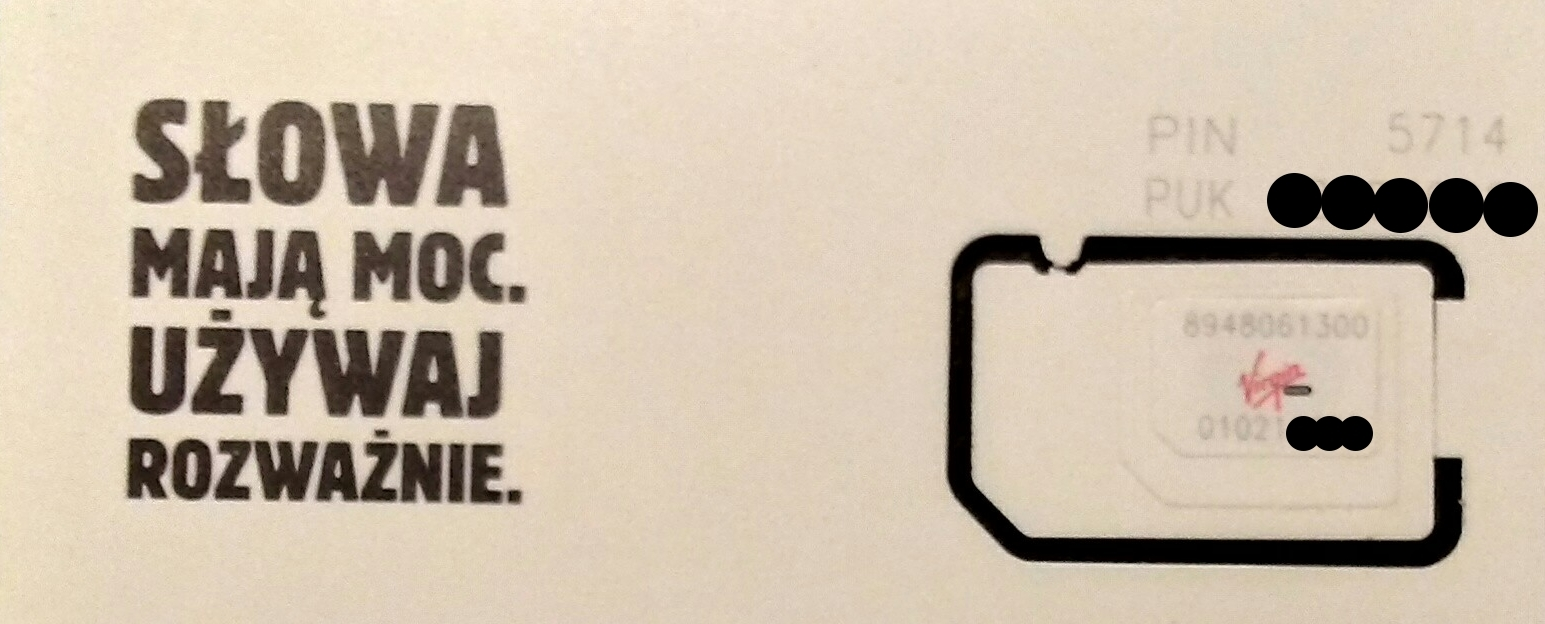
Cartelă SIM în Polonia cu sloganul campaniei împotriva discursului instigator la ură „Cuvintele au putere, folosește-le cu înțelepciune”

Discursul de instigare la ură (în engleză hate speech) este definit de Dicționarul Cambridge⁠(d) drept „discursul public care exprimă ură sau încurajează violența împotriva unei persoane sau a unui grup pe bază de rasă, religie, sex sau orientare sexuală”. Un astfel de discurs este de obicei disprețuitor sau ostil unui individ sau grup de indivizi care aparțin unei anumite rase, culori, națiuni, sex, handicap, religie sau orientare sexuală. Definiția legală a discursului care instigă la ură diferă de la o țară la alta.
Au existat numeroase dezbateri cu privire la legislația privind libertatea de exprimare și discursul care instigă la ură. Legile unor țări descriu discursul instigator drept declarații, gesturi sau comportamente care fie incită la violență împotriva unui grup sau a unui individ în baza apartenenței sale la un anumită categorie, fie intimidează sau denigrează indivizi deoarece aparțin unui anumit grup. Legea poate identifica un grup în baza anumitor caracteristici. În unele țări, discursul care instigă la ură nu reprezintă un termen legal. Mai mult, în unele țări - inclusiv în Statele Unite - o mare parte din ceea ce se încadrează în categoria „discursurilor instigatoare la ură” este protejat prin constituție. În alte țări, o victimă a acestor discursuri poate solicita despăgubiri în conform dreptului civil⁠(d), dreptului penal sau ambelor.